# Georgia Dome
O Georgia Dome foi um estádio localizado em Atlanta, Geórgia, Estados Unidos. Foi a casa do time de futebol americano Atlanta Falcons da NFL entre 1992 e 2016. Foi também casa do time de basquetebol Atlanta Hawks da NBA, entre 1997 e 1999 (durante a construção da Philips Arena).

## História

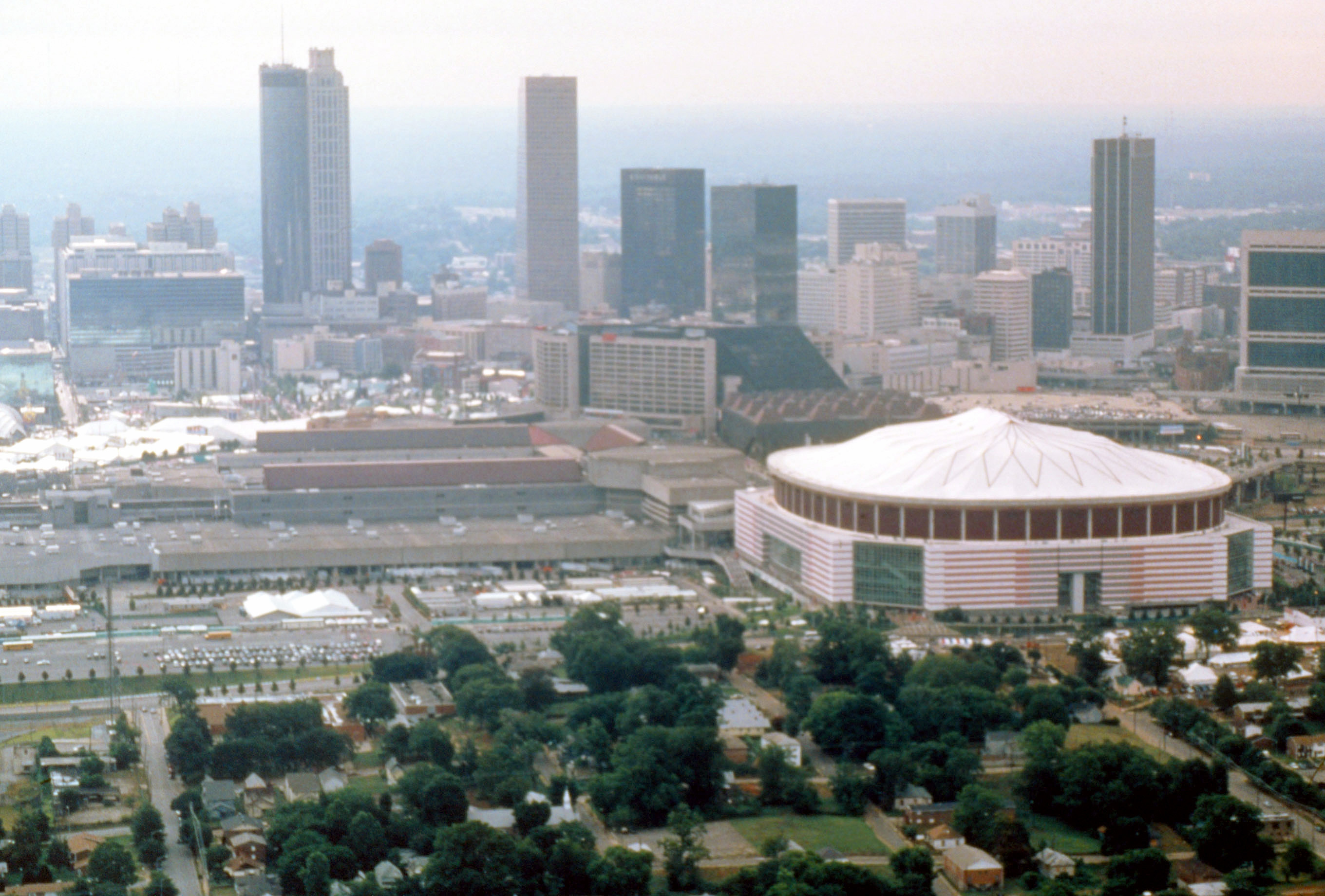
Exterior do estádio em 1996.

Inaugurado em 1992 (US$ 214 milhões na construção), podia receber 71.228 torcedores em jogos de futebol americano, 75.000 em shows e concertos e 40.000 pessoas em jogos de basquetebol. Em 2017 foi fechado e substituído pelo Mercedes-Benz Stadium‎.
Até a construção do Millenium Dome em Londres, o Georgia Dome era a maior estrutura em forma de domo (cúpula) do mundo.
Recebeu dois Super Bowls: Em 1994 (XXVIII) Dallas Cowboys 30-13 Buffalo Bills; e em 2000 (XXXIV) St. Louis Rams 23-16 Tennessee Titans.
Recebeu as competições de basquetebol e ginástica dos Jogos Olímpicos de Verão de 1996.
Em 3 de abril de 2011 recebeu o WrestleMania XXVII, um pay-per-view pertencente à WWE.
O último jogo no estádio foi em 22 de janeiro de 2017 em uma vitória do Atlanta Falcons sobre o Green Bay Packers por 44 a 17, o último evento foi o Monster Jam em 4 e 5 de março do mesmo ano.
Foi demolido em 20 de novembro de 2017.